# Associazione Calcio Reggiana 1919 2005-2006
Questa voce raccoglie le informazioni riguardanti della Associazione Calcio Reggiana 1919 nelle competizioni ufficiali della stagione 2005-2006.

## La stagione
La Reggiana fallisce nonostante i 20 milioni di euro che ha incassato per la variante del Centro commerciale. Ernesto Foglia parte per Parigi, dove aprirà un negozio di mobili antichi dopo il fallimento anche della sua azienda di costruzioni. La Federazione consente alla Reggiana di ripartire dalla C2, usufruendo del Lodo Petrucci. Si forma una società con cooperative e privati, ma senza ambizioni di immediata risalita. Il compito di costruire la squadra è affidato a Massimo Varini, ancora legato però allo Spezia. Ritorna alla guida della società, come amministratore delegato, Ermete Fiaccadori (per le Coop) e viene nominato presidente Vando Veroni (per i privati). Allenatore è Luciano Foschi, già al Novara e residente a Reggio.
Per la stagione 2005-2006 la squadra granata viene costruita in fretta. Dei vecchi giocatori restano solo il portiere Nuzzo e il centrocampista Foschini, assieme ai giovani Gozzi e Catellani, che saranno le liete sorprese del campionato. Arrivano due attaccanti di peso, Carlet e Nordi, quest'ultimo sostituito poi con De Martin, del Vicenza. In difesa si schierano i nuovi Stefani e Fiumana, poi Caselli, Annoni, a centrocampo Morfeo (fratello del giocatore del Parma) con Boscolo e Di Gennaio, all'attacco i due richiamati, col giovane Catellani in pista di lancio. Reggio risponde con 1.450 abbonati più i quasi 300 dei palchi e gli sponsor.
La Reggiana vince la sua prima partita (2-0) all'ottava giornata contro il Foligno. Il 4 dicembre i granata battono la Spal a Ferrara (1-3). Ma il vertice della classifica resta lontano. Si spera di raggiungere i Play-off, fino alla sconfitta interna col Sassuolo (0-1) del 19 febbraio 2006. Così al termine del suo primo campionato di Serie C2 la Reggiana è nona. Non ha preso parte alla Coppa Italia di Serie C

## Divise e sponsor
| Prima divisa | Seconda divisa |

## Rosa
| N. |                   | Ruolo | Calciatore           |
| -- | ----------------- | ----- | -------------------- |
|    | Italia (bandiera) | D     | Paolo Annoni         |
|    | Italia (bandiera) | P     | Davide Bagnacani     |
|    | Italia (bandiera) | A     | Davide Barbieri      |
|    | Italia (bandiera) | C     | Andrea Boscolo       |
|    | Italia (bandiera) | C     | Antonio Calascibetta |
|    | Italia (bandiera) | C     | Alan Carlet          |
|    | Italia (bandiera) | A     | Andrea Catellani     |
|    | Italia (bandiera) | D     | Fabio Caselli        |
|    | Italia (bandiera) | C     | Christian Cimarelli  |
|    | Italia (bandiera) | C     | Francesco Cocconi    |
|    | Italia (bandiera) | A     | Francesco Covelli    |
|    | Italia (bandiera) | C     | Marco Cuoghi         |
|    | Italia (bandiera) | A     | Massimo De Martin    |

| N. |                    | Ruolo | Calciatore       |
| -- | ------------------ | ----- | ---------------- |
|    | Italia (bandiera)  | C     | Diego Di Gennaro |
|    | Italia (bandiera)  | D     | Andrea Fiumana   |
|    | Italia (bandiera)  | C     | Antonio Foschini |
|    | Italia (bandiera)  | D     | Simone Gozzi     |
|    | Italia (bandiera)  | A     | Giuseppe Ingari  |
|    | Italia (bandiera)  | C     | Michele Malpeli  |
|    | Italia (bandiera)  | C     | Mario Morfeo     |
|    | Italia (bandiera)  | C     | Nicolò Morsia    |
|    | Italia (bandiera)  | A     | Omar Nordi       |
|    | Italia (bandiera)  | D     | Raffaele Nuzzo   |
|    | Nigeria (bandiera) | A     | Akeem Omolade    |
|    | Italia (bandiera)  | D     | Nicola Picchi    |
|    | Italia (bandiera)  | D     | Mirco Stefani    |

## Risultati

### Campionato

#### Girone di andata
| Arbitro: | Bo (Genova) |

|                 |           |           |
| I. Graziani 51’ | Marcatori | 34’ Nordi |

| Reggio Emilia 4 settembre 2005 2ª giornata | Reggiana                     | 0 – 0 | Montevarchi | Stadio Giglio\| Arbitro: \| Tommasi (Bassano del Grappa) \| |
| Arbitro:                                   | Tommasi (Bassano del Grappa) |       |             |                                                             |

| Cava de' Tirreni 11 settembre 2005 3ª giornata | Cavese        | 0 – 0 | Reggiana | Stadio Simonetta Lamberti\| Arbitro: \| Lupo (Matera) \| |
| Arbitro:                                       | Lupo (Matera) |       |          |                                                          |

| Reggio Emilia 18 settembre 2005 4ª giornata | Reggiana         | 0 – 0 | Forlì | Stadio Giglio\| Arbitro: \| Zanchin (Biella) \| |
| Arbitro:                                    | Zanchin (Biella) |       |       |                                                 |

| Arbitro: | Petroselli (Viterbo) |

|               |           |  |
| Pinamonte 25’ | Marcatori |  |

| Arbitro: | Pizzi (Saronno) |

|                      |           |            |
| Fiumana 90+4’ (rig.) | Marcatori | 10’ Coresi |

| Arbitro: | Spadaccini (Vasto) |

|                |           |  |
| Pensalfini 82’ | Marcatori |  |

| Arbitro: | Manera (Castelfranco Veneto) |

|                       |           |  |
| Foschini 9’ Nordi 49’ | Marcatori |  |

| Arbitro: | Pagano (Torre Annunziata) |

|          |           |  |
| Turi 87’ | Marcatori |  |

| Arbitro: | Buonocore (Nichelino) |

|                |           |  |
| Nordi 36’, 80’ | Marcatori |  |

| Arbitro: | Andolfatto (Bassano del Grappa) |

|                                      |           |  |
| Borgese 41’ Mortelliti 51’ Mussi 82’ | Marcatori |  |

| Castel San Pietro Terme 13 novembre 2005 12ª giornata | Castel San Pietro | 0 – 0 | Reggiana | Stadio Comunale\| Arbitro: \| Bagalini (Fermo) \| |
| Arbitro:                                              | Bagalini (Fermo)  |       |          |                                                   |

| Arbitro: | Corletto (Castelfranco Veneto) |

|               |           |               |
| M. Morfeo 80’ | Marcatori | 82’ Macelloni |

| Arbitro: | Di Francesco (Teramo) |

|            |           |                                                 |
| Milana 53’ | Marcatori | 12’ (rig.) Foschini 40’ Cimarelli 55’ M. Morfeo |

| Reggio Emilia 11 dicembre 2005 15ª giornata | Reggiana          | 0 – 0 | Sansovino | Stadio Giglio\| Arbitro: \| Tasso (La Spezia) \| |
| Arbitro:                                    | Tasso (La Spezia) |       |           |                                                  |

| Arbitro: | Passeri (Gubbio) |

|            |           |             |
| Caruso 21’ | Marcatori | 47’ Stefani |

| Reggio Emilia 21 dicembre 2005 17ª giornata | Reggiana        | 0 – 0 | Bellaria Igea Marina | Stadio Giglio\| Arbitro: \| De Toni (Schio) \| |
| Arbitro:                                    | De Toni (Schio) |       |                      |                                                |

#### Girone di ritorno
| Arbitro: | Gambini (Roma) |

|                                                       |           |          |
| M. Morfeo 12’, 84’ (rig.) Foschini 33’ Di Gennaro 39’ | Marcatori | 3’ Mitra |

| Arbitro: | Zanchin (Biella) |

|             |           |               |
| M. Sala 29’ | Marcatori | 90’ Catellani |

| Arbitro: | Grazioli (Maniago) |

|                      |           |  |
| M. Morfeo 49’ (rig.) | Marcatori |  |

| Arbitro: | Borracci (San Benedetto del Tronto) |

|  |           |            |
|  | Marcatori | 75’ Carlet |

| Arbitro: | Pecorelli (Arezzo) |

|              |           |  |
| Barbieri 32’ | Marcatori |  |

| Arbitro: | Petroselli (Viterbo) |

|                       |           |              |
| De Angelis 85’ (rig.) | Marcatori | 36’ Barbieri |

| Arbitro: | Candussio (Cervignano del Friuli) |

|  |           |              |
|  | Marcatori | 66’ Vianello |

| Arbitro: | N. Stefanini (Prato) |

|           |           |                    |
| Manni 37’ | Marcatori | 48’ (rig.) Fiumana |

| Arbitro: | Zanichelli (Genova) |

|                          |           |  |
| Stefani 62’ Carlet 90+3’ | Marcatori |  |

| Arbitro: | Manna (Isernia) |

|                                        |           |                    |
| Piacentino 40’ Turchi 71’ Balducci 74’ | Marcatori | 35’ (rig.) Fiumana |

| Reggio Emilia 26 marzo 2006 28ª giornata | Reggiana         | 0 – 0 | Ancona | Stadio Giglio\| Arbitro: \| Zanchin (Biella) \| |
| Arbitro:                                 | Zanchin (Biella) |       |        |                                                 |

| Arbitro: | Pizzi (Saronno) |

|                                 |           |                  |
| Foschini 32’ (rig.), 73’ (rig.) | Marcatori | 40’ Lodi Rizzini |

| Arbitro: | Tozzi (Lido di Ostia) |

|                           |           |                   |
| Micchi 2’, 4’ (rig.), 68’ | Marcatori | 77’ (rig.) Carlet |

| Arbitro: | La Rocca (Ercolano) |

|             |           |          |
| Foschini 7’ | Marcatori | 54’ Sesa |

| Arbitro: | Mannella (Avezzano) |

|                   |           |                   |
| M. Agostinelli 8’ | Marcatori | 40’ (rig.) Carlet |

| Arbitro: | Paparazzo (Catanzaro) |

|              |           |            |
| Barbieri 55’ | Marcatori | 33’ Buglio |

| Arbitro: | Giancola (Vasto) |

|            |           |  |
| Pacini 55’ | Marcatori |  |